# PMA Motorsport
PMA Motorsport è una scuderia automobilistica italiana.

## Storia
Il team ha partecipato a vari campionati di vetture a ruote coperte vincendone molti soprattutto nella Clio Cup Italia.